# إمباير (مجلة)
إمباير (بالإنجليزية: Empire)‏ هي مجلة شهرية بريطانية خاصة بالسينما من إصدار شركة باور كنسيومر ميديا (Bauer Consumer Media). صدر العدد الأول منها في تموز/يوليو 1989. تعد المجلة من أضخم وأشهر المطبوعات في مجال صحافة السينما في العالم. تُنشر أيضاً في أستراليا وتركيا وروسيا والبرتغال. تمنح سنوياً جائزة إمباير (Empire Awards) التي يصوت فيها قُراء المجلة.

## قائمة أعظم 500 فيلم في تاريخ سينما هوليوود
في أيلول/سبتمبر 2008، نشرت إمباير قائمة أعظم 500 فيلم في تاريخ سينما هوليوود بعد استطلاع شارك فيه 10 آلاف قارئ ونحو 150 خبير في أفلام هوليود و50 ناقد سينمائي.
هنا هي قائمة العشرة الأوائل:
1. العراب (The Godfather)
2. سارقو التابوت الضائع (Raiders of the Lost Ark) -الأول في سلسلة إنديانا جونز-
3. حرب النجوم الجزء الخامس: الإمبراطورية تعيد الضربات (Star Wars Episode V: The Empire Strikes Back)
4. الخلاص من شوشانك (The Shawshank Redemption)
5. الفك المفترس (Jaws)
6. غود فيلاز (Goodfellas)
7. القيامة الآن (Apocalypse Now)
8. الغناء تحت المطر (Singin' in the Rain)
9. الخيال المثير (Pulp Fiction)
10. نادي القتال (Fight Club)

## وصلات خارجية
- إمباير على موقع روتن توميتوز (الإنجليزية)

1. 1 2 3  مذكور في: بوابة الرقم الدولي الموحد للدوريات. الرَّقم التَّسلسليُّ المِعياريُّ الدَّوليُّ (ISSN): 0957-4948. الناشر: ISSN International Centre. لغة العمل أو لغة الاسم: الإنجليزية.
2. ↑  ها هي الأفلام ال500 الأفضل في تاريخ هوليوود، حسب مجلة Empire نسخة محفوظة 5 أبريل 2020 على موقع واي باك مشين.